# (13062) Подарк
(13062) Подарк (лат. Podarkes) — типичный троянский астероид Юпитера, движущийся в точке Лагранжа L4, в 60° впереди планеты. Астероид был открыт 19 апреля 1991 года американскими астрономами Кэролин и Юджином Шумейкерами в Паломарской обсерватории и назван в честь одного из персонажей древнегреческой мифологии. 

Орбита астероида Подарк и его положение в Солнечной системе

По мнению некоторых учёных орбита астероида может быть неустойчивой.